# Гладуш Іван Дмитрович
Іван Дмитрович Гладуш (нар. 24 липня 1929 — 6 грудня 2018) — український державний діяч. Міністр внутрішніх справ Української РСР  (1982—1990). Генеральний директор Національного музею «Чорнобиль». Депутат Верховної Ради Української РСР 10 та 11 скликань у 1983—1990 р. Член ЦК КПУ в 1986—1991 р. Генерал внутрішньої служби України (2010). Старший брат Віктора Гладуша.

## Біографія
Народився 24 липня 1929 року у селі Мишурин Ріг на Дніпропетровщині. У 1951 році закінчив Дніпропетровський автотранспортний технікум, згодом Московський машинобудівний інститут та Київську вищу школу МВС СРСР.
З 1951 року — старший державтоінспектор, заступник начальника, начальник відділу державтоінспекції, заступник начальника управління охорони громадського порядку.
Член КПРС з 1952 року.
У 1968—1974 роках — начальник Управління внутрішніх справ МВС УРСР Дніпропетровської області.
У 1969 році брав участь в затриманні дніпропетровського серійного маніяка Олександра Берлізова, який працював комсомольським вожаком на Південмаші, очолював групу комсомольців які ж його і шукали (розстріляний в 1974 році).
У 1974—1977 роках — начальник Управління внутрішніх справ МВС УРСР Донецької області.
З 1977 року — заступник міністра, з 1978 року — 1-й заступник міністра внутрішніх справ Української РСР.
15 червня 1982 — 26 липня 1990 року — міністр внутрішніх справ Української РСР. Один із основних організаторів ліквідації наслідків аварії на Чорнобильській АЕС. У 1987 році оприлюднив брехливі висновки щодо могил у Биківні, де стверджувалося, що в них поховані жертви нацизму, а не сталінських репресій.
З 1990 року — на пенсії. З 1990 — генеральний директор Національного музею «Чорнобиль».
Помер 6 грудня 2018 року.

## Нагороди та відзнаки
- Іменна вогнепальна зброя (1997)[4]
- Орден «За заслуги» III ст. (1999)[5]
- Орден князя Ярослава Мудрого V ст. (2004)[6]
- Орден Богдана Хмельницького III ст. (2008)[7]
- Нагороджений орденами Червоного Прапора, Трудового Червоного Прапора, «Знак Пошани» (СРСР), «Срібна Зірка» (НДР)[8]
- Нагороджений відзнакою МВС України «Хрест Слави», нагрудними знаками «Почесний працівник МВС СРСР», «Почесний знак МВС України», «За заслуги в карному розшуку України», багатьма іншими відомчими та ювілейними медалями[8]